# Contrato didáctico
El contrato didáctico, también conocido como contrato de aprendizaje, es un concepto de la Didáctica introducido por Jeanine Filloux en 1973, y retomado por Guy Brousseau en 1986 para el análisis de su funcionamiento. Se refiere a los hábitos específicos esperados por el docente y por el estudiante en una situación de enseñanza y en situaciones de aprendizaje. Son las normas y reglas explícitas e implícitas que tienen lugar tanto dentro del aula como de la institución en general. Es lo que el docente espera de su alumno por ser tal y viceversa.

## Origen

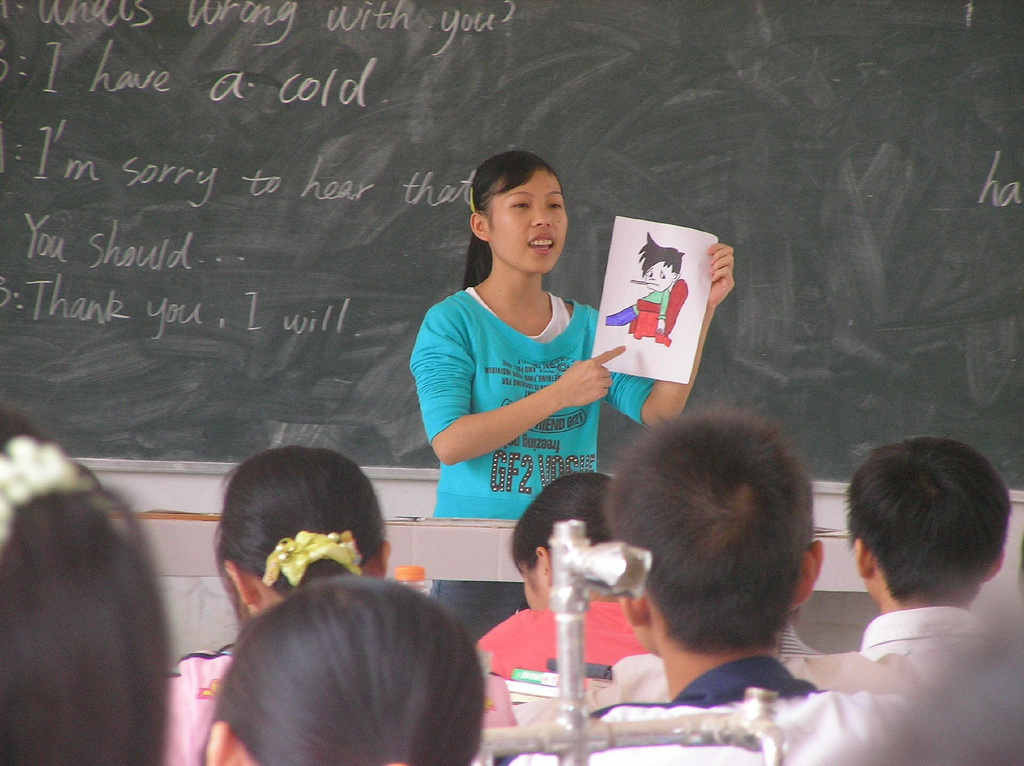
Docente en China

En 1973, Jeanine Filloux introduce el término «contrato pedagógico» en referencia a las relaciones que se establecen entre un docente y sus estudiantes.
En 1986, Guy Brousseau desarrolla la idea de contrato didáctico en el análisis de una situación de enseñanza planificada y ejecutada por el docente, en donde el estudiante tiene como tarea la resolución de problemas con la interpretación que haga de las preguntas elaboradas por el profesor, a partir de la información proporcionada por éste y de las exigencias y expectativas docentes.
En 2000, Przesmycki menciona que el contrato didáctico busca aprendizajes cognitivos y metodológicos específicos en una asignatura con objetivos idénticos para toda una clase especificados por el docente, y acordados en forma individual con cada estudiante.
En 2005, Francisco Juan García Bacete y Miguel Ángel Fortea Bagánun definen el contrato didáctico como «el discurso o “contrato” entre profesor y estudiante resultado del conjunto de códigos y pactos implícitos y explícitos que regulan los comportamientos, interacciones y relaciones de los docentes y el alumnado (reglamento, sílabos de áreas, etc.)».

## Principios
Para Francisco Juan García Bacete y Miguel Ángel Fortea, el contrato didáctico debe cumplir cuatro principios:
1. El mutuo consentimiento: porque es un acuerdo de voluntades para que se inicie el proceso.
2. Aceptación positiva del estudiante.
3. Negociación de los distintos elementos.
4. Compromiso por parte del docente y del estudiante para cumplirlo.[3]

## Funciones
En 1996, Gary Anderson menciona las razones para utilizar contratos didácticos o de aprendizaje:
- Relevancia de las actividades de aprendizaje.
- Autonomía para seleccionar qué aprender y cómo hacerlo.
- Formalidad y flexibilidad para estructurar las actividades de aprendizaje.
- Equidad por responder en forma diferente ante la diversidad de contenidos y procesos.[3]